# Lachnaia tristigma
Lachnaia tristigma — вид листоїдів з підродини клітріних. Зустрічається на північному заході Африці, на Піренейському півострові, в південній частині Франції та Італії.